# El Limar
El Limar är en ort i Mexiko.   Den ligger i kommunen Tila och delstaten Chiapas, i den sydöstra delen av landet, 700 km öster om huvudstaden Mexico City. El Limar ligger 82 meter över havet och antalet invånare är 2 908.
Terrängen runt El Limar är varierad. Runt El Limar är det ganska tätbefolkat, med 67 invånare per kvadratkilometer. Närmaste större samhälle är Tila, 13,0 km söder om El Limar. I omgivningarna runt El Limar växer i huvudsak städsegrön lövskog.